# Мег Рајан
Маргарет Мери Емили Ен Хајра, познатија као Мег Рајан (енгл. Meg Ryan, рођена 19. новембра 1961. године у Ферфилду, у Конектикату, САД) је америчка глумица. Родитељи су јој се развели када је имала 14 година. Дипломирала је журналистику на Њујоршком универзитету. Баш у то време почела је да се бави глумом. Сама себи је наденула уметничко име Мег Рајан.
Глумачку каријеру започела је у телевизијским серијама, а прву филмску улогу остварила је у холивудском блокбастеру „Топ ган“, заигравши раме уз раме са Томом Крузом. Године 1987, на снимању филма Стивена Спилберга „Унутрашњи свемир“, упознала је Дениса Квејда, свог будућег супруга. Венчали су се 14. фебруара 1991. године. Годину дана после венчања родила је сина Џека Хенрија Квејда.
Велики пробој на филмском платну направила је глумећи оргазам за време јела у ресторану као Сели у филму „Кад је Хари срео Сали“.

## Филмографија
| Улоге Мег Рајан |                          |               |                                          |          |
| Година          | Српски назив             | Изворни назив | Улога                                    | Напомена |
| 1981.           |                          |               | Деби Блејк                               |          |
| 1983.           | Амитивилски ужас 3: Ђаво |               | Лиза                                     |          |
| 1986.           | Топ ган                  |               | Керол                                    |          |
| 1986.           | Наоружан и опасан        |               | Меги Кавана                              |          |
| 1987.           |                          |               | Беверли „Бев“ Сајкс                      |          |
| 1987.           | Унутрашњи свемир         |               | Лидија Максвел                           |          |
| 1988.           | Смртна чаша              |               | Сидни Фулер                              |          |
| 1988.           | Касарна                  |               | Дона Калдвел                             |          |
| 1989.           | Кад је Хари срео Сали    |               | Сели Олбрајт                             |          |
| 1990.           | Џо против вулкана        |               | ДиДи/Анџелика Грејнамор/Патиша Грејнамор |          |
| 1991.           | Дорси                    |               | Памела Карсон                            |          |
| 1992.           |                          |               | Рита Бојл                                |          |
| 1993.           | Бесани у Сијетлу         |               | Ени Рид                                  |          |
| 1993.           |                          |               | Кеј Дејвис                               |          |
| 1994.           | Кад човек воли жену      |               | Алиса Грин                               |          |
| 1994.           |                          |               | Кетрин Бојд                              |          |
| 1995.           | Француски пољубац        |               | Кејт                                     |          |
| 1995.           |                          |               | Кетрин                                   |          |
| 1996.           | Храброст под паљбом      |               | капетан Карен Ема Волден                 |          |
| 1997.           |                          |               | Меги                                     |          |
| 1998.           | Град анђела              |               | др Меги Рајс                             |          |
| 1998.           |                          |               | Бони                                     |          |
| 1998.           | Стигла вам је пошта      |               | Кетлин Нели                              |          |
| 2000.           | Залупи слушалицу         |               | Ив Мозел Маркс                           |          |
| 2000.           |                          |               | Алис Боуман                              |          |
| 2001.           | Кејт и Леополд           |               | Кејт Мекеј                               |          |
| 2003.           |                          |               | Франи                                    |          |
| 2004.           | Плавуша међу конопцима   |               | Џеки Кален                               |          |
| 2007.           |                          |               | Сара Хардвик                             |          |